# ジェイムズ・ハミルトン (第8代アバコーン伯爵)

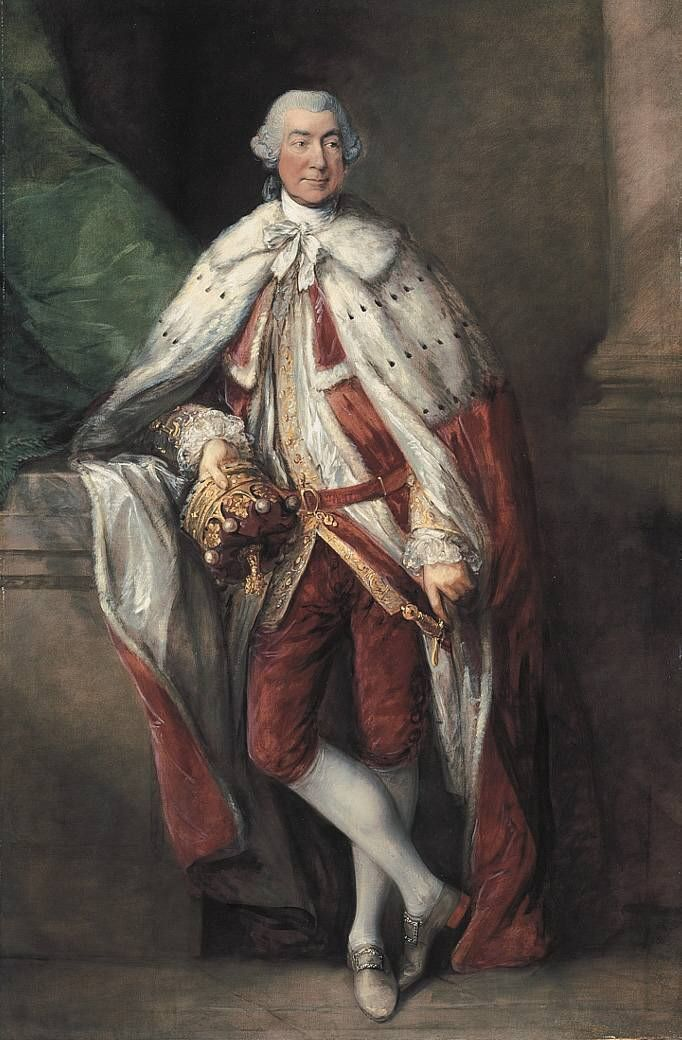
トマス・ゲインズバラによる肖像画、1778年。

第8代アバコーン伯爵ジェイムズ・ハミルトン（英語: James Hamilton, 8th Earl of Abercorn、1712年10月22日 – 1789年10月9日）は、グレートブリテン王国とアイルランド王国の貴族、政治家。トーリー党に属し、スコットランド貴族代表議員（在任: 1761年 – 1786年）を務めた。

## 生涯
第7代アバコーン伯爵ジェイムズ・ハミルトンと妻アン（Anne、旧姓プラマー（Plumer）、1690年6月29日 – 1776年8月7日、ジョン・プラマー大佐の娘）の長男として、1712年10月22日にロンドンのクイーン・スクエアで生まれた。1729年10月10日、オックスフォード大学クライスト・チャーチに入学した。
父の存命中の1736年3月23日、父からアイルランド貴族であるマウントキャッスル男爵位を継承して、アイルランド貴族院議員に就任した。1744年1月11日に父が死去すると、アバコーン伯爵位を継承した。アバコーン伯爵位はスコットランド貴族の爵位だったが、爵位継承時点でスコットランドに領地を所有しておらず、伯爵は1745年に第3代アーガイル公爵アーチボルド・キャンベルからエディンバラシャーのダディンストンを購入して、1764年に第8代ダンドナルド伯爵トマス・コクランからレンフルーシャーのペイズリーを購入した。これらの領地はいずれもアバコーン伯爵家が以前に所有したことのある領地だった。1760年代に建築家サー・ウィリアム・チェンバーズを招聘してダディンストン・ハウスを建てたが、ペイズリーを購入した後は主にペイズリーに住んだ。
アイルランドでは広大な領地を有し、不在地主ではあったがティロン県バロンズコートで邸宅を建てた。イングランドでもエセックスのウィタムに邸宅を所有し、1761年9月にシャーロット王妃を招待した。
1761年イギリス総選挙でスコットランド貴族代表議員に当選、以降1768年、1774年、1780年、1784年の総選挙で再選した。グレートブリテン貴族院ではトーリー党に属し、1766年3月に印紙法廃止に反対票を投じ、1783年12月にチャールズ・ジェームズ・フォックスの東インド法案に反対票を投じた。
1786年8月24日、グレートブリテン貴族であるハミルトン子爵に叙された。この爵位には特別残余権（special remainder）が定められており、初代子爵の男系男子が断絶した場合、初代子爵の弟ジョンの息子ジョン・ジェイムズおよびその男系男子が継承するとされた。その後、貴族院特権委員会は1787年2月13日に裁定を下し、アバコーン伯爵がハミルトン子爵への叙爵に伴いスコットランド貴族代表議員を退任したと判断した。叙爵の理由はスコットランド社会における地位と貢献とされた。
ダディンストンからロンドンに向かう道中、1789年10月9日に生涯未婚のままバラブリッジで死去、ペイズリー寺院に埋葬された。爵位は甥ジョン・ジェイムズが継承した。

## 評価
ホレス・ウォルポールからは寡黙な人物と評されたが、『オックスフォード英国人名事典』はアバコーン伯爵が寡黙なだけというよりは言葉が簡潔だと評した。